# 二次精錬
二次精錬（にじせいれん）とは、一般に製鋼工程の中の一工程を意味する用語で、溶鋼から炭素を除く一次精錬に引き続いて行われる、溶鋼から不純物を除く操作および成分元素を添加する工程および操作をいう。一次精錬が転炉といった炉を用いるのに対して、炉を使用せず溶鋼を搬送する取鍋（とりべ、とりなべ）を使用することから炉外精錬または取鍋精錬とも呼ばれる。現代の製鋼工程において、鋼の諸性質を決定する成分元素濃度を調整する最終工程にあたることから、高級な鋼材を製造するための重要な工程となっている。

## 主な二次精錬法
RH (Ruhrstahl-Heraeus)取鍋中に二本足の浸漬管を備えた真空槽を装着し、片方の浸漬管側面からArガスを吹き込み、その浮力を利用して溶鋼を真空槽へ環流させる真空脱ガス炉。優れた介在物・水素除去性能と高生産性を両立した完成度の高い設備で、高炉・特殊鋼メーカーでは最も普及している。真空槽内で酸素やフラックスを添加可能な設備も多い。
DH (Dortmund-Hörde)取鍋中に一本足の浸漬管を備えた真空槽を装着し、真空槽または取鍋を上下させることによって真空槽内の溶鋼を入れ替える真空脱ガス炉。
LF (Ladle Furnace)取鍋中の溶鋼をアーク放電で加熱する取鍋加熱炉。スラグ改質が可能で、溶鋼の脱硫および介在物の除去に優れたプロセスである。特殊鋼メーカーではELVACプロセス(EF-LF-RH-CCの複合精錬)が一般的である。
VAD (Vacuum Arc Degassing)LFに真空脱ガス機能を加えたプロセス。
VOD (Vacuum Oxygen Decarburization)ステンレス用の脱炭プロセスの一。取鍋を真空容器内に入れ、頂部に設置されたランスから溶鋼面に酸素ガスを吹き付けることによって、減圧下で脱炭反応を進めるプロセス。
AOD (Argon Oxygen Decarburization)ステンレス用の脱炭プロセスの一。製鋼用転炉に類似した洋なし型の炉内に、炉底付近の側壁に設けられた羽口からアルゴン（または窒素）で希釈された酸素を吹き込むことによって、脱炭反応を進めるプロセス。